# SMS Kaiser Wilhelm II
O SMS Kaiser Wilhelm II foi um couraçado pré-dreadnought operado pela Marinha Imperial Alemã e a segunda embarcação da Classe Kaiser Friedrich III, depois do SMS Kaiser Friedrich III e seguido pelo SMS Kaiser Wilhelm der Grosse, SMS Kaiser Karl der Grosse e SMS Kaiser Barbarossa. Sua construção começou em outubro de 1896 no Estaleiro Imperial de Wilhelmshaven e foi lançado ao mar em setembro de 1897, sendo comissionado em fevereiro de 1900. Era armado com uma bateria principal de quatro canhões de 238 milímetros em duas torres de artilharia duplas, tinha um deslocamento de mais de onze mil toneladas e alcançava uma velocidade de dezessete nós.
Os primeiros anos de serviço do Kaiser Wilhelm II foram tranquilos e envolveram vários exercícios de rotina junto com o resto da frota alemã e visitas para portos estrangeiros, boa parte disso como capitânia. Foi colocado na reserva em 1908, sendo reativado para exercícios em 1910, mas voltando para a reserva dois anos depois. Retornou mais uma vez ao serviço em 1914 depois do início da Primeira Guerra Mundial como navio de defesa de costa, porém foi transformado no ano seguinte em navio de comando para a Frota de Alto-Mar devido a uma escassez de tripulações e sua idade já avançada. Foi removido do registro naval em 1921 depois do fim da guerra e desmontado no ano seguinte.